# Мольберг, Лейф
Лейф Мольберг (швед. Leif Målberg; род. 1 сентября 1945, Швеция) — шведский футболист, защитник.

## Карьера

### Клубная карьера
Во взрослом футболе дебютировал в 1965 году в клубе «Эльфсборг», за который выступал на протяжении всей своей игровой карьеры. В составе клуба провёл 337 матчей, в которых ему удалось забить восемь голов. В 2014 году Мольберг был включён в Зал славы «Эльфсборга».

### Карьера в сборной
В 1970 году Мольберг был в составе сборной на чемпионате мира в Мексике, но на поле ни разу не выходил. Впервые в составе сборной вышел на поле 6 августа 1972 года в товарищеском матче против сборной СССР, заменив Кристера Кристенссона.
Всего в составе сборной принял участие в четырёх матчах, не забив ни одного гола.

### Тренерская карьера
По завершении игровой карьеры остался в родном клубе «Эльфсборг», тренерский штаб которого он возглавлял в 1985—1986 и 1990 годах.